# William Malet
William Malet (... – 1071) è stato un politico normanno.
Fu uno dei pochi Compagni di Guglielmo il Conquistatore per cui si è certi che fosse stato presente alla Battaglia di Hastings del 1066, come riportato dal cronista a lui contemporaneo Guglielmo di Poitiers (circa 1020-1090).
Possedette importanti proprietà in Normandia, soprattutto nel Pays de Caux, con un castello a Graville-Ste-Honorine, alla foce della Senna, nei pressi di Harfleur (oggi un sobborgo di Le Havre).

## Biografia
Le leggende riportano che sua madre fosse inglese e che egli fosse lo zio della moglie del re Harold II d'Inghilterra Edith, cioè che egli avesse una sorella, Aelgifu, sposata con Aelfgar, conte di Mercia, genitori di Edith).
Malet sposò Hesilia (Helise o Elisee) Crispin de Brionne, una pronipote di Rollo, I duca di Normandia.
Malet combatté ad Hastings con la compagine normanna.
Guglielmo di Poitiers scrisse: "His (King Harold's) corpse was brought into the Duke's camp and William gave it for burial to William, surnamed Malet, and not to Harold's mother, who offered for the body of her beloved son its weight in gold".
Malet non fu descritto da Guglielmo di Poitiers come attivo nella battaglia, bensì come presente nell'accampamento del duca dopo la battaglia.
Questo bastava comunque a inquadrarlo come uno dei pochissimi partecipanti alla battaglia, di cui sia certa la partecipazione.
Non sono note le attività di Malet nel corso dei primi anni della conquista normanna dell'Inghilterra.
Ma, successivamente alla caduta di York nel 1068, Malet fu nominato primo Alto sceriffo dello Yorkshire e fu uno dei comandanti della guarnigione del nuovo castello edificato nella città di York.
I suoi sforzi per difendere la contea dalle incursioni danesi, alla fine, furono un terribile fallimento, poiché l'anno seguente la città fu incendiata e la guarnizione trucidata.
Malet, sua moglie e due dei loro figli furono tenuti in ostaggio e, infine, rilasciati quando i Danesi furono respinti.
Malet fu sollevato dai suoi incarichi nel nord, ma sembra che non avesse perduto il favore del sovrano, in quanto, poco dopo tempo, fu nominato Alto sceriffo di Norfolk e Suffolk e gli fu assegnato il grande onore di Eye, con terre nel Suffolk e in molte altre contee.
La sua, infatti, fu così la più vasta signoria dell'East Anglia. Costruì un castello del tipo motte e bailey a Eye e vi avviò un mercato.
Morì attorno al 1071, probabilmente nel corso della rivolta di Hereward il Fuorilegge.
Suo figlio Robert gli succedette come Lord di Eye e sceriffo di Suffolk.
L'altro suo figlio Gilbert fu capostipite dei Malet di Shepton Mallet.
Il Domesday Book menziona anche un Durand Malet, che possedeva terre nel Lincolnshire e forse anche nelle vicine contee.
Costui potrebbe essere stato il fratello di William Malet, ma questo non è certo.

## Personaggio in opere televisive
Sullo schermo, Malet è stato impersonato da Peter Halliday nello sceneggiato televisivo in due parti della BBC Conquest (1966), che era parte della serie Theatre 625, e da Gawn Grainger nel dramma televisivo Blood Royal: William the Conqueror (1990).